# 亚洲大洋洲及太平洋诸岛足球联合会

各足球联合会版图

亚洲大洋洲及太平洋诸岛足球联合会（简称亚大足联或亚太足联），是指一种将现有的亚洲足球联合会和大洋洲足球联合会合并为一个整体的构想。

## 提出背景
历史上，整个大洋洲地区的足球水平不高，除了澳大利亚和新西兰外，其他都是一些太平洋的岛国，水平只属于业余性质，这些岛国之间极少举行友谊赛，而大洋洲足联本身的业余味道也极浓。因此鉴于大洋洲地区的整体实力，国际足联仅予以半个世界杯足球赛决赛圈席位，世界杯外围赛的大洋洲区得胜者必须与其他比大洋洲赛区水平高的赛区的球队争夺出线资格，此举一直都令大洋洲足球界不满。另一方面，历史上，由于地理位置相近，亚洲球队和大洋洲球队有过很多交往，如曾经通过附加赛争夺世界杯参赛席位。因此澳大利亚、新西兰等大洋洲国家曾多次提出将亚足联和大洋洲足联合并为一个整体的构想，主要目的是使本国的足球水平提高，使本国足球事业更好的发展，并且还能够获得一定的经济效益。而对于亚足联而言，如果亚足联和大洋洲足联合并，既可以使亚足联的成员数增加，也可以将新西兰这样具有一定实力的球队吸纳进来，这样亚洲的足球水平，亚足联的竞争力与影响力也势必会得到提高。所以亚足联内部也从未停止对亚足联和大洋洲足联合并的讨论。

## 历史
原本亚洲和大洋洲世界杯赛区是合并的，国际足联却将赛区自1986年世界杯预选赛开始就分开了。
2003年6月8日，国际足联在巴黎举行的执委会会议上决定2006年世界杯赛不扩军，而且将原定给大洋洲一个直接出线的席位重新变为半席，这令大洋洲愤怒异常。 6月30日，澳大利亚和新西兰足协官员公开呼吁：取消大洋洲足联，合并入亚洲，与亚洲球队一起争夺世界杯入场券。但亚洲足联于7月4日宣布，不会接纳大洋洲足联的球队加入亚足联。
2006年6月29日，随着澳大利亚正式脱离大洋洲足联加入亚足联，大洋洲足联的版图大幅缩减，其范围和影响力也骤然下降。新西兰并不满足于在大洋洲“一家独大”的现状，也积极想步澳大利亚后尘加入亚足联，故于2006年10月，新西兰足球协会又向国际足联提出申请，加入2010年世界杯亚洲区预选赛。具体方案是：在2010年南非世界杯的亚洲区预选赛中，亚洲国家分为9个小组，每个小组的第1名出线，然后这9支球队与大洋洲的一支出线球队共10支再分为两个小组，每组的前两名晋级决赛圈，两个小组的第3名则进行一场附加赛，由此决出最后晋级的5支球队。但该提议随后亦被否决。
随着澳大利亚加入亚足联，轻松获得2010年世界杯决赛圈名额，而且从发展、竞技、曝光度、赞助商和财务等方面获益后，新西兰国内欲加入亚足联的呼声再一度高涨，而一旦新西兰脱离大洋洲足联，整个大洋洲足球将陷入发展的困境，而其余大洋洲岛国的唯一出路，就是仿效澳大利亚那样融入亚洲，加强亚太区域整合，才可能不被遗忘。故亚足联和大洋洲合并的构想亦变得愈加具有现实意义。

## 先例
在篮球领域，亚洲和大洋洲已经实现合并。2012年11月12日，国际篮联在马来西亚召开全体代表大会，会上通过了2017年后的五项改革，其中包括亚洲和大洋洲将合并组成亚大区，参加男篮世界杯和奥运会预选赛。这也给亚足联和大洋洲足联合并带来了启示。